# Wierzch (gromada)
Wierzch – dawna gromada, czyli najmniejsza jednostka podziału terytorialnego Polskiej Rzeczypospolitej Ludowej w latach 1954–1972.
Gromady, z gromadzkimi radami narodowymi (GRN) jako organami władzy najniższego stopnia na wsi, funkcjonowały od reformy reorganizującej administrację wiejską przeprowadzonej jesienią 1954 do momentu ich zniesienia z dniem 1 stycznia 1973, tym samym wypierając organizację gminną w latach 1954–1972.
Gromadę Wierzch z siedzibą GRN w Wierzchu utworzono – jako jedną z 8759 gromad na obszarze Polski – w powiecie prudnickim w woj. opolskim, na mocy uchwały nr VII/28/54 WRN w Opolu z dnia 4 października 1954. W skład jednostki weszły obszary dotychczasowych gromad Nowy Browiniec i Wierzch ze zniesionej gminy Racławice Śląskie w tymże powiecie. Dla gromady ustalono 14 członków gromadzkiej rady narodowej.
Gromadę zniesiono 31 grudnia 1959, a jej obszar włączono do znoszonej gromady Błażejowice (wieś Wierzch) i do gromady Olszynka (wieś Nowy Browiniec) w tymże powiecie.